# Raghistan
Raghistan är ett distrikt i Afghanistan. Det ligger i provinsen Badakhshan, i den nordöstra delen av landet, 400 kilometer norr om huvudstaden Kabul. Distriktet beräknades år 2022 ha cirka 46 000 invånare.